# Marcos Díaz (político)
Marcos Miguel Díaz Orellana (Barquisimeto, 16 de marzo de 1960) es un político, médico otorrinolaringólogo, militar y locutor venezolano. Fue gobernador del estado Mérida desde 2008 a 2012 por el PSUV.

## Estudios
Egresado de la Facultad de Medicina de la Universidad de Los Andes (ULA).
Ingresó a la Academia Técnica Militar Bolivariana en su núcleo Ejército, donde obtuvo el grado de subteniente y de la que se retira con el grado de mayor. Realizó estudios de maestría en las áreas de Gerencia y Planificación.[cita requerida]

## Carrera profesional

### Ejército Nacional Bolivariano
Cumplió labores como Jefe del Servicio Médico en el Batallón Justo Briceño del estado Mérida, fue el fundador del Pabellón Militar Mayor (EJ)(F) Leonardo Gómez Calderón, y Coordinador del Plan Bolívar 2000 en la Zona Panamericana.
Es miembro del equipo de tiro de fusil y pistola del Ejército Bolivariano de Venezuela, además de ser miembro de la Federación Venezolana de Tiro, participando en diversas competencias nacionales e internacionales.

### Gerencia pública
Ha ocupado diversos cargos en la administración pública del estado Mérida tales como Director de la UEPS (Unidad Ejecutora del Proyecto Salud), Director de la  Corporación Merideña de Salud en dos oportunidades y Director de la  Dirección de Desarrollo Social, de la Gobernación del estado Mérida, estos últimos dos cargos por nombramiento del gobernador Florencio Porras.
En septiembre de 2006, siendo director de la Corporación Merideña de Salud, Corposalud, fue herido en un intento de atraco.

### Política

#### Gobernación de Mérida
En el 2008, es elegido por las bases del PSUV con un 60.67% como candidato a la  Gobernación del estado Mérida.
El 23 de noviembre de 2008 fue elegido gobernador del estado Mérida con más del 54% de los votos.

## Vida personal
Estuvo casado con Sandra Agostinelli, médico de profesión y  tienen un hijo llamado Oscar Díaz Agostinelli.